# نيك غرينير
نيك غرينير (بالإنجليزية: Nick Greiner)‏ هو سياسي أسترالي، ولد في 27 أبريل 1947 في بودابست في المجر. حزبياً، نشط في الحزب الليبرالي الأسترالي. وقد انتخب عضو الجمعية التشريعية نيو ساوث ويلز وانتخب Premier of New South Wales ‏ (25 مارس 1988 – 24 يونيو 1992).